# Sur la route d'Aldébaran
Sur la route d'Aldébaran (titre original : Walking to Aldebaran) est un roman court de science-fiction écrit par Adrian Tchaikovsky, paru en 2019 puis traduit en français et publié aux éditions Le Bélial' en 2021.

## Résumé
Gary Rendell est un astronaute britannique. Il a été choisi par la NASA, l'agence spatiale européenne et Roscosmos pour faire partie des vingt-neuf membres d'équipage du vaisseau spatial Don Quichotte, envoyé en utilisant l'assistance gravitationnelle du soleil vers un artéfact se trouvant dans la ceinture de Kuiper, au large de Pluton. Une fois sur place, l'artéfact se révèle être une porte d'entrée vers des cryptes labyrinthiques. Six astronautes sont envoyés à l'intérieur. Assez vite, un élément extraterrestre les attaque et quatre sont tués. Gary Rendell et Karen Aanbech parviennent à s'échapper, chacun de leur côté. Les communications étant quasiment impossibles à l'intérieur des cryptes, ils ne peuvent ni contacter les astronautes restés sur le Don Quichotte, ni communiquer entre eux.
Après des jours d'errance, ayant épuisé le peu de vivres et d'eau en sa possession, Gary est sur le point de se laisser mourir quand il se retrouve happé par une machine. Un contact mental lui demande quel est son problème et Gary répond la faim. Gary ressort de la machine un peu plus tard, transformé, sans trop savoir en quoi exactement. Il découvrira un peu plus tard que son métabolisme a changé : il est dorénavant équipé de muscles beaucoup plus puissants, de ligaments, tendons et os lui conférant une certaine élasticité et d'un appareil digestif capable d'absorber à peu près toute matière vivante.
Dès lors, Gary erre dans les cryptes, pendant des jours, des semaines, des années, des siècles, son esprit un peu détérioré par la solitude n'étant plus en mesure d'appréhender correctement l'écoulement du temps. Les seuls évènements qui le sortent de sa torpeur de marcheur sont les rencontres avec des êtres vivants, rencontres qui se terminent souvent par un combat et un repas plus ou moins délectable pour Gary. Il rencontre même certains des astronautes restés sur le Don Quichotte, qui apparemment se sont lancés à leur recherche ; mais la partie humaine de Gary ne fait pas le poids face à une volonté sourde et profonde de manger tout chose vivante qu'il rencontre. Gary arrive enfin à retrouver l'entrée des cryptes mais un énorme androïde s'y trouve, un androïde qu'il a déjà affronté mais qu'il n'a pu vaincre. Un nouveau combat se déroule et Gary, après avoir cru pouvoir vaincre, est défait par son adversaire. Peu avant de mourir, il appelle à l'aide la machine dans lequel il a été reconditionné et il reçoit en retour un signal lui indiquant que la machine mettra tout en œuvre pour le récupérer.

## Analyse
Dans les dernières pages, le lecteur comprend que le texte entier est une paraphrase autour du Beowulf : après des variations autour des noms des astronautes, accompagnés ou  non de l'initiale du prénom (Rendell Gary, Rendell G.), apparaît la forme « G. Rendell », renvoyant au monstre Grendel, qui dévore des humains dont il ne supporte pas les bruits (ici, l'activité psychique qui meurtrit l'esprit de Gary). Gary a le bras arraché, tout comme le monstre à l'issue de son combat avec Beowulf. Il fuit enfin pour se réfugier auprès de sa « mère » (ici, l'artefact).